# 范冲
范沖（—1141年），字元長，成都府華陽縣（今四川成都双流区）人。
范祖禹之子。紹聖年間進士。宋高宗即位，召為虞部員外郎，歷任兩淮轉運副使，宗正少卿兼直史館。紹興中奉旨重修《神宗實錄》，其父范祖禹在元祐中修《神宗實錄》時盡斥王安石之非，甚至對王安石的人品全面否定，范沖保留原書的黑墨字，新修以紅字，刪字以黃，被世人稱為“朱墨史”。紹興十一年（1141年）去世，葬常山永年寺附近。

## 延伸阅读
[在维基数据编辑]
 《宋史/卷435》，出自脱脱《宋史》